# ジョン・メイヤー
ジョン・メイヤー（John Mayer、1977年10月16日 - ）は、アメリカ合衆国のシンガーソングライター、ギタリスト。バークリー音楽大学中退。
ギタリストとしての評価は非常に高く、すでにエリック・クラプトンやバディ・ガイ、B.B.キングなどの大御所ブルース・ギタリストとの共演を果たしている。米Rolling Stone誌の2007年2月号ではジョン・フルシアンテ、デレク・トラックスと共に「現代の三大ギタリスト（The New Guitar Gods）」に選定された。

## 来歴
- 1977年10月16日、アメリカ合衆国コネチカット州ブリッジポートで、教職に就く両親のもとに生まれる。父親はユダヤ系[2]。
- 13歳でギターを始め、高校在学中に地元のバーなどで演奏するようになる。
- 19歳でバークリー音楽大学に入学し、ギタリスト・講師であるトモ藤田に師事、数か月後に中退。アトランタを拠点に音楽活動を開始し、その後自主制作盤『インサイド・ウォンツ・アウト』を制作したのを機に関係者から注目を集める。
- 2001年、コロムビア・レコードからアルバム『ルーム・フォー・スクエア』を発表し、メジャー・デビュー。
- 2003年、マーティン社より、シグネイチャー・モデルの「OM-28JM」を発表。（限定本数404本全てが即完売だったため、その後「OMJM John Mayer」としてカタログ製品化される）
- 2004年、「Daughters」でグラミー賞の主要4部門の1つ、最優秀楽曲賞(Song of the Year)及び最優秀男性ポップ・ボーカル・パフォーマンス賞を受賞[1]。
- 2004年1月6日、Macworld 2004に出演。音楽編集ソフトgarageBand発表時に演奏した[3]。
- 2005年4月、フェンダー社より、シグネイチャー・モデルのストラトキャスターを発表。同年、ジョン・メイヤー・トリオを結成、活動を開始。
- 2007年、ライブ・アースに出演。また、K&M Analog Designs社より『Two-Rock Custom Reverb John Mayer Signature』を発表（25台限定）。
- 2007年1月10日、Macworld 2007に出演。初代iPhone発表時に「Gravity」と「World to Change」の2曲を演奏した[4]。
- 2009年7月、マイケル・ジャクソンの追悼式において「ヒューマン・ネイチャー」を演奏した。
- 2011年と2012年に喉の肉芽腫で2度の手術を受け、ツアーをキャンセルするなどして休養した。
- 2015年以降は、グレイトフル・デッドのボブ・ウェアが結成したデッド&カンパニーに合流、リードギターとボーカルを担当し、グレイトフル・デッドの曲を中心にツアーでまわっている。

## 略歴

### 音楽との出会い
ジョン・メイヤーは、1977年10月16日、コネチカット州ブリッジポートに生まれ、コネチカット州フェアフィールドで育つ。
8歳のときに、映画『バック・トゥ・ザ・フューチャー』で、チャック・ベリーの｢ジョニー・B.グッド｣をマイケル・J・フォックスが演奏しているのを見て、ギターに興味を持つようになる。。 そして、13歳のときに父親からギターを貸してもらう。また、近所の人からスティーヴィー・レイ・ヴォーンのアルバムが入ったカセットをもらい、ブルースに夢中になる。大好きなスティーヴィー・レイ・ヴォーンに加え、ジミ・ヘンドリックスやスティングも聴くようになる。
2年間の練習を経て、16歳になったメイヤーは、地元である東海岸のバーなどで演奏するようになる。ソロでの活動に加え、ビラノバ・ジャンクション（ジミ・ヘンドリックスの曲名として知られる）というバンドのメンバーでもあった。
17歳になったとき、彼は体調を崩し、数日間入院した。その出来事がきっかけで、作詞作曲に目覚め、病院から帰宅した夜に初めての歌詞を書いた。
高校を卒業後、彼はガソリンスタンドの店員として15か月間働く。そのお金で、1996スティーヴィー・レイヴォーン・シングネイチャー・ストラトキャスターを買い、今日まで使っている。　

### メジャー・デビュー以前
1996年、19歳のメイヤーはマサチューセッツ州ボストンにあるバークリー音楽大学に入学。彼はクレイ・クックと友達になり、一緒に曲を書く。1998年、2学期を終える前に彼らは大学を中退し、クックの出身地であるアトランタへ行く。
彼らは、ローファイ・マスターズという2人組のバンドを結成し、エディズ・アティクというミュージック・バー（音楽を聴きながら食事ができる所）で演奏。それからすぐにメイヤーはポップへと志向が傾き、音楽の方向性に違いを感じるようになった2人はバンドを解散。
ソロ活動を始めたメイヤーは、1999年に『インサイド・ウォンツ・アウト』というEPアルバムを自主制作し発売。このアルバムには、クックと共作した「ノー・サッチ・シング」、「ネオン」という曲も含まれる。　　

### メジャー・デビュー
2000年3月、メイヤーはサウス・バイ・サウスウエスト(世界最大級の音楽国際見本市)に出演するためにテキサス州オースティンへ向かった。彼の演奏はコロムビア・レコードの子会社であるアウェアー・レコードの目に止まり、契約を交わした。
2001年6月5日、アルバム『ルーム・フォー・スクエア』がアウェアー・レコードからリリースされた。続いて行われたツアーが好評であることをうけ、2001年9月18日、コロムビア・レコードはメイヤーのメジャー・デビュー・アルバムとして『ルーム・フォー・スクエア』をリリースし直した。そのアルバムのジャケットは新しいものとなり「3x5」が加えられた。また『インサイド・ウォンツ・アウト』から「ノー・サッチ・シング」(クレイ・クックと共作)、「バック・トゥ・ユー」、「マイ・スチゥーピッド・マウス」、「ネオン」(クックと共作)の4曲をスタジオ・バージョンとして録音しなおした。
2002年の春までにアメリカ・チャート「Billboard 200」の9位を獲得し、80週連続でランク・インした。アメリカのラジオ局ではメイヤーの初のシングルである「ノー・サッチ・シング」や「ユア・ボディ・イズ・ワンダーランド」、「ホワイ・ジョージア」が何度も流されていた。『ローリング・ストーン』誌では、注目すべき10人のアーティストの一人としてメイヤーの名前が挙げられた。彼はテレビや有名な雑誌で人気者となり、2002年に行われたコンサートの多くが完売となった。
2003年には「ユア・ボディ・イズ・ワンダーランド」というシングルで、グラミー賞のMale Pop Vocal Performance(男性ソロアーティストの優れた歌唱に贈られる)を受賞。　　
2014年10月、メイヤーはTwitter上でフェンダー社と決別したことを発表した。
「僕のシグネチャーストラトキャスターを買おうと考えているみんなへ。シグネチャーストラトキャスターはもう生産されることはなく、僕はもうフェンダーアーティストではありません」「フェンダーギターは大好きだし、これからも使い続けるけど、フェンダーという会社は僕が彼らと付き合い始めた時から変わってしまったんだ」と述べている。それ以降はポール・リード・スミス（PRS）のギターを使用している。PRSはオリジナルシェイプやギブソンライクな製品が中心で他アーティストのシグネイチャーモデルのデザインもそれをベースにしたものがほとんどだが、メイヤーのためにストラトシェイプのシグネイチャーモデル「Silver Sky」を制作している。

### デッド&カンパニーへの参加
メイヤーが最初に聴いたグレイトフル・デッドの曲は「Althea」。2011年にストリーミング・サービス「Pandora」で聴いて衝撃を受けたという。
2015年1月にプロデューサーのドン・ウォズの紹介で、ロサンゼルスのキャピトル・スタジオにてボブ・ウェアとミッキー・ハートと初対面しデッド&カンパニー結成の話がスタートした。
2015年2月、ホストを務めたCBSの『ザ・レイト・レイト・ショー』にボブ・ウェアをゲストに招き初共演を行った。
2015年10月29日、ニューヨーク州オールバニの公演から、グレイトフル・デッドのオリジナル・メンバー3人と共にデッド&カンパニーの公演活動を開始している。

## 私生活

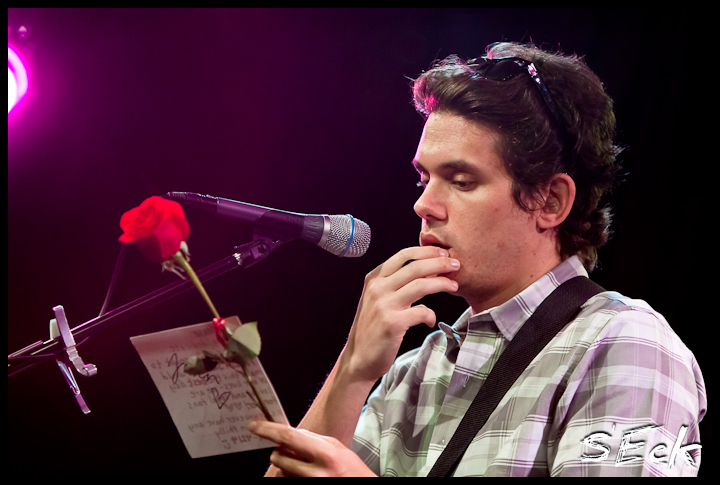
ラブレターを読むメイヤー（2010年）

数々の女優と浮き名を流している。2002年に、ジェニファー・ラブ・ヒューイットと交際。「Room For Squares」収録の「Your Body Is A Wonderland」は、彼女についての曲だと世間では思われているが、この曲は彼女と出会う以前の2000年に書かれたものである。
2006年の夏からは、ジェシカ・シンプソンと9か月間交際。翌年5月に破局。
同年9月に女優のミンカ・ケリーとデートを開始するが、年内に別れる。
2008年4月から2009年3月まで、一時期別れたがジェニファー・アニストンと交際。
2009年の終わりから2010年2月まで、テイラー・スウィフトと交際。
2012年夏ごろからケイティ・ペリーと交際していた。2013年のアルバムではケイティと共演している。
2010年のプレイボーイ誌とのインタビューで、過去に交際した女性達の打ち明け話や人種差別的発言が物議を醸した。
腕時計の愛好家としても知られており、世界的な時計ブログ「Hodinkee」にも度々登場している。

## 親日家として
- 1993年5月、高校生の頃に短期交換留学生として来日してからの大の親日家である[1]。2週間ほど向上高等学校に通っていた。
- 神奈川県小田原市に住んでいたことがある。
- バークリー音楽学校時代、日本出身のギタリスト・講師であるトモ藤田に師事していた。16週間、朝9時からのレッスン（主にオルタネイト・ピッキング、リズムなど）を1日も休まなかったとトモ藤田は回想している。今でも親交があり、シグネイチャー・ストラトキャスターを贈ったり、コンサートに招いたりしている。
- 日本の文化が好きで、花札や浮世絵にインスパイアされたタトゥーを両腕に彫っている。
- 日本公演ではMCで日本語を披露している[1]。
- 単独で日本を訪問した際には、六本木のクラブでナイトライフを楽しんだり、京都で精神的な癒やしを得たり、有楽町のビックカメラで7時間以上過ごし「ビック、ビック、ビック、ビックカメラの歌が頭の中でエコーしてるんだ」と笑ったり、滞在1カ月目にブログで「まだまだ帰りたくないよ。帰りのチケットはオープンのままさ」と綴っていたほど日本を満喫していた。
- 2011年に発売された、東北地方太平洋沖地震へのチャリティー・コンピレーション・アルバム『ソングス・フォー・ジャパン』に「ウェイティング・オン・ザ・ワールド・トゥ・チェンジ」を提供している。

## ディスコグラフィ

### アルバム
| 年                                        | タイトル                                                   | アルバム詳細 | チャート最高位 | チャート最高位 | チャート最高位 | チャート最高位 | チャート最高位 | チャート最高位 | チャート最高位 | チャート最高位 | チャート最高位 | 認定                                                                |
| 年                                        | タイトル                                                   | アルバム詳細 | US             | AUS            | CAN            | DEN            | GER            | IRL            | NLD            | NZ             | UK             | 認定                                                                |
| ----------------------------------------- | ---------------------------------------------------------- | --- | -------------- | -------------- | -------------- | -------------- | -------------- | -------------- | -------------- | -------------- | -------------- | ------------------------------------------------------------------- |
| 2001                                      | ルーム・フォー・スクエア Room for Squares                  | - 発売日: 2001年6月5日 - レーベル: Aware、Columbia - フォーマット: CD、LP、digital download - 全米売上: 448.4万枚 | 8              | 5              | 9              | —              | 55             | —              | —              | 6              | 128            | - US: 5× プラチナ - AUS: 3× プラチナ - CAN: プラチナ - UK: シルバー |
| 2003                                      | ヘヴィアー・シングス Heavier Things                        | - 発売日: 2003年9月9日 - レーベル: Aware、Columbia - フォーマット: CD、LP、digital download - 全米売上: 300万枚   | 1              | 4              | 3              | 5              | 60             | 72             | 19             | 15             | 74             | - US: 3× プラチナ - AUS: 2× プラチナ - CAN: プラチナ                |
| 2006                                      | コンティニュアム Continuum                                 | - 発売日: 2006年9月12日 - レーベル: Aware、Columbia - フォーマット: CD、LP、digital download - 全米売上: 280万枚  | 2              | 12             | 2              | 24             | 39             | —              | 12             | 9              | 46             | - US: 4× プラチナ - AUS: プラチナ - CAN: プラチナ - UK: ゴールド    |
| 2009                                      | バトル・スタディーズ Battle Studies                        | - 発売日: 2009年11月17日 - レーベル: Columbia - フォーマット: CD、LP、digital download - 全米売上: 110万枚        | 1              | 3              | 4              | 7              | 39             | 48             | 1              | 11             | 35             | - US: 2× プラチナ - AUS: プラチナ - CAN: プラチナ                   |
| 2012                                      | ボーン・アンド・レイズド Born and Raised                   | - 発売日: 2012年5月22日 - レーベル: Columbia - フォーマット: CD、LP、digital download - 全米売上: 57万枚          | 1              | 1              | 1              | 1              | 17             | 14             | 1              | 1              | 4              | - US: ゴールド - UK: シルバー                                       |
| 2013                                      | パラダイス・バレー Paradise Valley                         | - 発売日: 2013年8月19日 - レーベル: Columbia - フォーマット: CD、LP、digital download - 全米売上: 35万枚          | 2              | 1              | 1              | 1              | 17             | 7              | 1              | 6              | 4              | - US: ゴールド - CAN: ゴールド                                      |
| 2017                                      | ザ・サーチ・フォー・エヴリシング The Search for Everything | - 発売日: 2017年4月14日 - レーベル: Columbia - フォーマット: CD、LP、digital download - 全米売上: 12万枚          | 2              | 5              | 2              | 10             | 44             | 30             | 4              | 10             | 16             | - US: ゴールド - CAN: ゴールド                                      |
| 2021                                      | ソブ・ロック Sob Rock                                      | - 発売日: 2021年7月16日 - レーベル: Columbia - フォーマット: CD、LP、digital download                             | 2              | 3              | 4              | 4              | 5              | 14             | 1              | 4              | 4              |                                                                     |
| "—"は未発売またはチャート圏外を意味する。 |                                                            | |                |                |                |                |                |                |                |                |                |                                                                     |

## 来日公演
2004年
- 1月28日 渋谷公会堂（東京）
- 1月29日 BIG CAT（大阪）

2006年
- 11月9日・10日 恵比寿ガーデンホール（東京）

2010年
- 5月11日 - 13日 JCBホール（東京）

2014年
- 4月30日 大阪城ホール（大阪）
- 5月2日・3日 日本武道館（東京）

2019年
- 4月10日・11日 日本武道館（4月10日の公演にはエド・シーランが飛び入り参加した）

2023年
- 12月29日 - 31日 ブルーノート東京（東京）(31日公演終了後、歌舞伎町の猫バー「キャッツ・イン・ザ・ボックス」からCNNの年越し番組に出演した)